# Yellowknife (film, 2002)
Pour les articles homonymes, voir Yellowknife (homonymie).
Pour plus de détails, voir Fiche technique et Distribution.
Yellowknife est un film canadien de Rodrigue Jean sorti en 2002. 

## Synopsis
Max et Linda quittent la côte atlantique du Canada en direction des Territoires du Nord-Ouest. Sur la route, ils font la rencontre de deux autres couples. Ensemble, ils vivront des moments de passion à la mesure de leur désespoir.

## Fiche technique
- Réalisation/Scénario : Rodrigue Jean
- Musique : Robert Marcel Lepage
- Pays : Canada
- Langue : Français et anglais
- Genre : Drame, Road movie[1]
- Durée : 110 minutes
- Dates de sortie : 
  - Canada : 22 février 2002
  - France : 13 novembre 2002

## Distribution
- Sébastien Huberdeau : Max
- Hélène Florent : Linda
- Patsy Gallant : Marlène Bédard
- Philippe Clément : Johnny
- Brad Mann : Bill
- Claude Lemieux : Raymond